# Winifred Holtby
Winifred Holtby (* 23. Juni 1898 in Rudston, Yorkshire, England; † 29. September 1935) war eine britische Schriftstellerin und Feministin.

## Biografie
Nach dem Schulbesuch studierte sie am Somerville College der Universität Oxford und leistete während des Ersten Weltkrieges von 1917 bis 1918 einen freiwilligen Dienst im Frauenhilfskorps (Queen Mary's Army Auxiliary Corps) der British Army  in Frankreich. Nach ihrer Rückkehr nach England wurde sie Journalistin und war zuletzt von 1926 bis zu ihrem Tode Direktorin der Zeitschrift Time and Tide.
Als Schriftstellerin verfasste sie zahlreiche Romane, in deren Mittelpunkt starke Frauen stehen. Zu ihren bekanntesten Werken gehören The Crowded Street (1924), The Land of Green Ginger (1927) und vor allem ihr letztes und erfolgreichstes Buch South Riding (1935).
Sie erkrankte 1931 an einem Nierenleiden und verstarb 1935 daran.
Bekannt wurde sie vor allem auch durch die 1940 von Vera Brittain verfasste Autobiografie Testament of Friendship, die in weiten Teilen eine Biografie Winifred Holtbys ist und in der die langjährige enge Freundschaft zwischen den beiden Frauen beschrieben wurde.
In deutscher Sprache sind ihre Hauptwerke bislang nicht erschienen; 1983 wurde der Roman Die Leute von Kiplington 
von Gunter und Reinhild Böhnke übersetzt. 
Ihr zu Ehren wurde von der Royal Society of Literature von 1967 bis 2002 der Winifred Holtby Memorial Prize für den besten Regionalroman eines Jahres vergeben, den unter anderem Catherine Cookson (1968), Anita Desai (1978), Adam Thorpe (1992) und Giles Foden (1999) erhielten.

## Werke
Werkausgaben
- Winifred Holtby: Die Verlustliste. Balladine Publishing, Köln 2022, ISBN 978-3-945035-58-0.